# Oliver Höner
Oliver Höner (* 18. September 1966) ist ein ehemaliger Schweizer Eiskunstläufer, der im Einzellauf startete.
Höner wurde im Zeitraum von 1979 bis 1991 elf Mal Schweizer Meister und ist damit Schweizer Rekordmeister. Im Zeitraum von 1982 bis 1992 nahm er an sieben Weltmeisterschaften und acht Europameisterschaften teil. Seine besten Resultate bei diesen Turnieren waren der achte Platz bei der Weltmeisterschaft 1989 und der sechste Platz bei der Europameisterschaft 1990. 1988 bestritt Höner seine einzigen Olympischen Spiele und beendete sie auf dem 12. Platz.
Nach seiner Amateurkarriere war Höner an der Gründung der Art on Ice Production AG beteiligt.
Oliver Höner ist verheiratet und hat zwei Kinder.

## Ergebnisse
| Wettbewerb / Jahr         | 1979 | 1980 | 1981 | 1982 | 1983 | 1984 | 1985 | 1986 | 1987 | 1988 | 1989 | 1990 | 1991 |
| ------------------------- | ---- | ---- | ---- | ---- | ---- | ---- | ---- | ---- | ---- | ---- | ---- | ---- | ---- |
| Olympische Winterspiele   |      |      |      |      |      |      |      |      |      | 12.  |      |      |      |
| Weltmeisterschaften       |      |      |      |      |      |      | 19.  | 14.  | 14.  | 12.  | 8.   | 13.  | 13.  |
| Europameisterschaften     |      |      |      | 13.  |      | 16.  | Z    | 14.  | 9.   | 8.   |      | 6.   | 9.   |
| Schweizer Meisterschaften | 1.   | 1.   |      | 1.   |      | 1.   | 1.   | 1.   | 1.   | 1.   | 1.   | 1.   | 1.   |

Z = Zurückgezogen